# 地中海三鳍鳚
地中海三鳍鳚（学名：Tripterygion tripteronotum），為輻鰭魚綱䲁形目三鰭䲁科三鰭䲁屬的一個種，分布於地中海及黑海海域，深度6至12公尺，體長可達8公分，成魚棲息在潮間帶礫石區，雌魚產附著性卵在藻類築的巢，雄魚會守護卵，幼魚為浮游性，生活習性不明。